# Euphaea formosa
Euphaea formosa – gatunek ważki z rodziny Euphaeidae.